# 제2차 세계 대전의 대영 제국

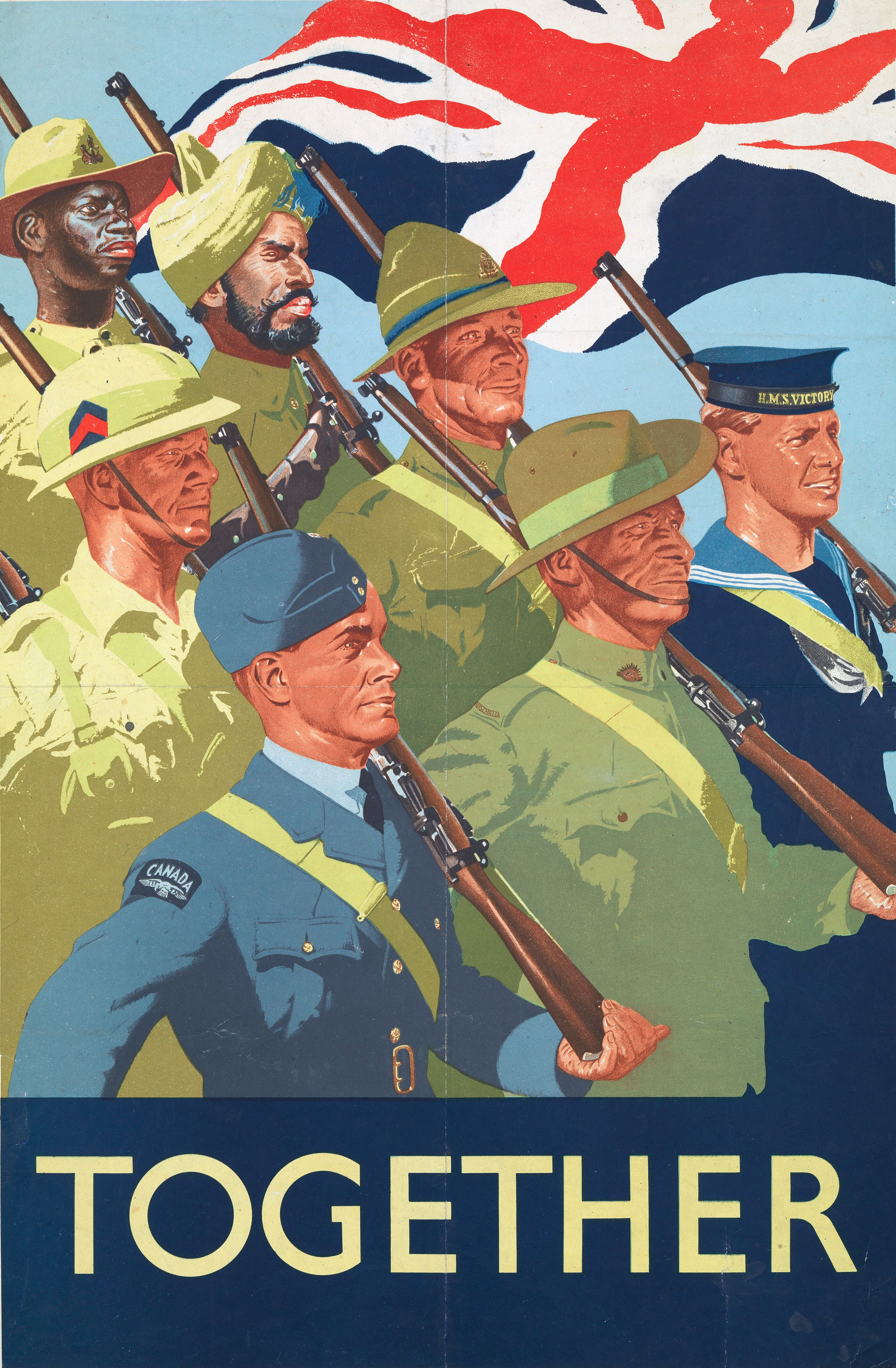
1939년 영연방과 대영 제국의 공동 전력 증진을 위한 선전 포스터

1939년 9월 제2차 세계 대전이 시작될 때 영국이 나치 독일에 선전포고를 했을 당시, 영국은 다양한 정도로 수많은 왕령 식민지, 보호령, 인도 제국을 통제하고 있었다. 또한 5개 독립 자치령 중 4개( — 오스트레일리아, 캐나다, 남아프리카 연방, 뉴질랜드)와 강한 정치적 유대 관계를 유지하고 있었다. 이들은 (영국과 함께) 영연방의 공동 회원국이었다. 1939년 대영 제국과 영연방은 함께 세계 인구의 25%, 육지 면적의 30%를 직간접적으로 정치 및 경제적으로 통제하는 세계적인 강대국을 이루었다.
인력과 군수물자 측면에서 대영 제국과 영연방의 기여는 연합군의 전쟁 노력에 매우 중요했다. 1939년 9월부터 1942년 중반까지 영국은 여러 세계 군사 전역에서 연합군의 노력을 이끌었다. 1,500만 명에 달하는 영연방, 식민지 및 인도 제국 군대는 유럽, 아프리카, 아시아, 그리고 지중해, 대서양, 인도양, 태평양, 북극해에서 독일군, 이탈리아군, 일본군 및 기타 추축국의 육해공군과 싸웠다. 영국에 주둔한 영연방군은 북서유럽 전역에서 추축국의 진격을 늦추거나 막기 위해 노력했다. 영연방 공군은 루프트바페를 영국 상공에서 교착 상태로 만들었고, 영연방 육군은 동아프리카와 북아프리카에서 이탈리아군을 격파하고 독일이 점령한 유럽 국가들의 여러 해외 식민지를 점령했다. 추축군과의 성공적인 교전 후, 영연방군은 리비아, 이탈리아령 소말리아, 에리트레아, 에티오피아, 이란, 이라크, 시리아, 레바논, 아이슬란드, 페로 제도, 마다가스카르를 침공하고 점령했다.
영연방은 3년간 추축국을 격파, 저지 또는 지연시키면서, 1942년까지 전쟁에서 가장 광범위한 군사 장비가 된 것을 구축하기 위해 글로벌 통합 경제, 군사 및 산업 인프라를 동원했다. 이러한 노력은 15만 명의 군인 사망, 40만 명의 부상, 10만 명의 포로, 30만 명 이상의 민간인 사망, 그리고 70척의 주요 전함, 39척의 잠수함, 3,500대의 항공기, 1,100대의 전차, 65,000대의 차량 손실을 초래했다. 이 기간 동안 영연방은 막대한 군사 및 산업 역량을 구축했다. 영국은 서유럽에서 연합군 전쟁 노력의 중심이 되었고, 런던에 망명 정부를 유치하여 점령된 유럽에서 연합군을 위한 지원을 결집시켰다. 캐나다는 영국에 직접적인 재정 지원으로 거의 40억 달러를 제공했으며, 오스트레일리아와 뉴질랜드는 태평양의 미군에 물자 지원을 제공하기 위해 국내 생산으로 전환하기 시작했다. 1941년 12월 미국의 참전 이후 영연방과 미국은 전 세계적으로 군사 노력과 자원을 조정했다. 미군 개입과 산업 생산 규모가 증가함에 따라 미국은 많은 전역에서 지휘권을 맡아 영연방군을 다른 곳으로 재배치하고 연합군 군사 노력의 범위와 강도를 확대했다. 소련과의 협력도 발전했다. 그러나 멀리 떨어진 식민지와 영연방 국가들을 추축국의 동시 공격으로부터 방어하는 것은 어려운 일이었다. 부분적으로 이러한 어려움은 우선순위와 목표, 그리고 공동군의 배치 및 통제에 대한 의견 불일치로 인해 악화되었다.
대영 제국은 전쟁에서 주요 승전국 중 하나로 부상하여 분쟁 중에 잃었던 모든 식민지를 되찾았지만, 재정적, 군사적, 물류적으로 지쳐 있었다. 대영 제국의 세계 초강대국으로서의 위치는 미국에 의해 대체되었으며, 영국은 이전처럼 국제 정치에서 큰 역할을 하지 못하게 되었다. 전쟁으로 인해 영국 식민지, 특히 아프리카와 아시아의 식민지에서 고조된 민족주의 감정은 20세기 후반 탈식민화를 통해 대영 제국의 점진적인 해체를 이끌었다.

## 전전 방위 계획
1923년부터 동아시아와 동남아시아에 있는 영국 식민지와 보호령의 방위는 "싱가포르 전략"에 집중되었다. 이 전략은 영국이 일본의 공격 2~3일 내에 싱가포르의 해군 기지로 함대를 보낼 수 있으며, 프랑스가 인도차이나 식민지를 통해 아시아에서 지원을 제공하고, 이탈리아와의 전쟁 시에는 지중해의 영국 영토 방어를 도울 것이라는 가정을 바탕으로 했다. 전전 계획자들은 프랑스의 함락을 예상하지 못했다. 나치 점령, 영국 해협 통제 상실, 프랑스 대서양 항구를 U보트의 전진 기지로 사용하는 것은 영국 자체를 직접적으로 위협하여 해군 방위 우선순위를 크게 재평가해야 했다.
1930년대에는 독일, 이탈리아, 일본의 군국주의 정부 형태로 대영연방에 삼중 위협이 나타났다. 독일은 영국 자체를 위협했고, 이탈리아와 일본의 제국주의적 야망은 각각 지중해와 동아시아의 영국 제국주의적 존재와 충돌할 준비가 되어 있었다. 그러나 영국과 자치령 내에서는 어떤 위협이 가장 심각하며, 동시에 둘 이상의 강대국으로부터 공격이 올 것인지에 대해 의견 차이가 있었다.

## 독일에 대한 선전포고

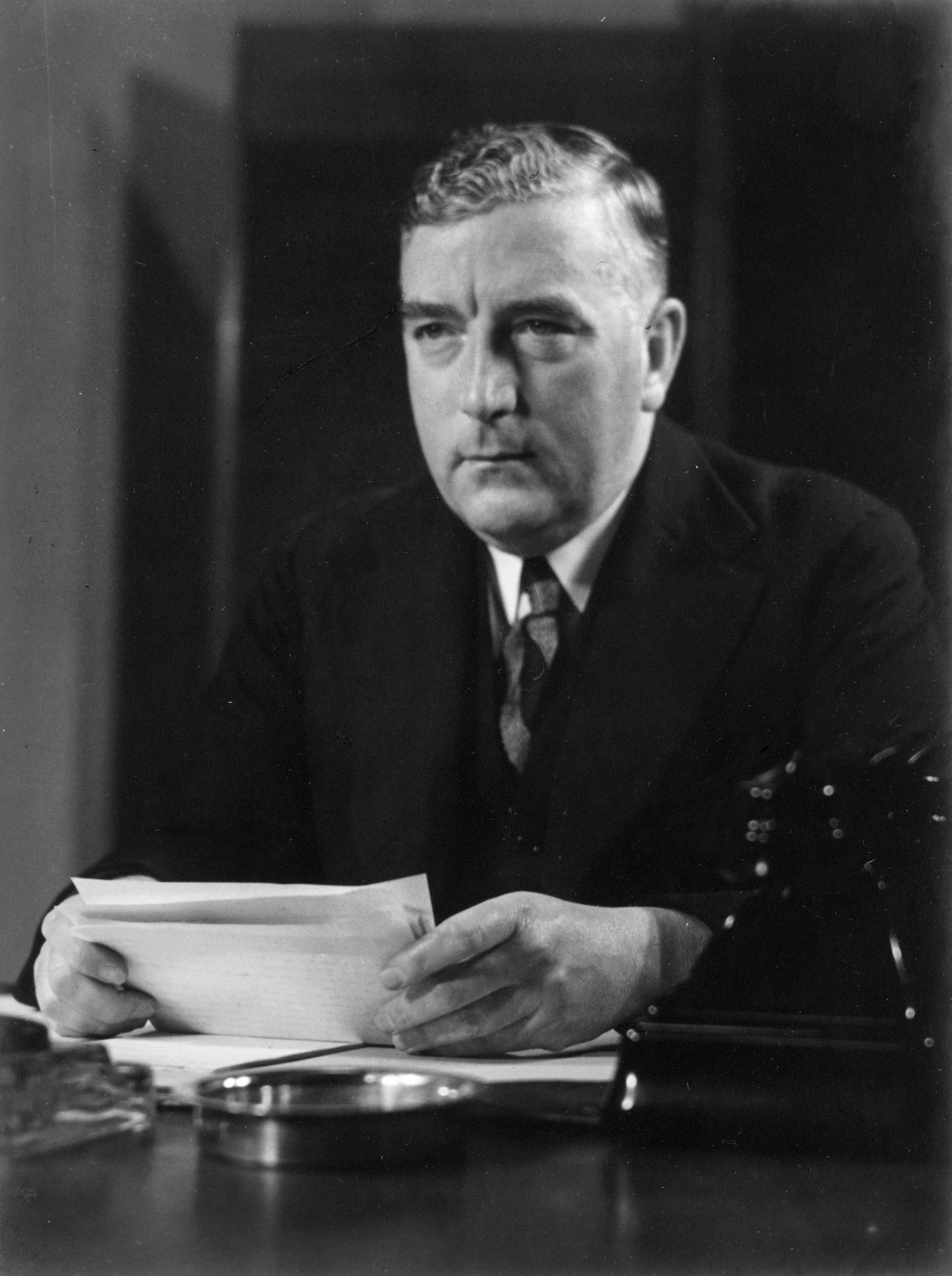
1939년 로버트 멘지스 경이 오스트레일리아에 전쟁 발발 소식을 알리는 방송

1939년 9월 1일 독일이 폴란드를 침공했다. 이틀 뒤인 9월 3일, 영국이 독일에 군사 작전 중단을 요구하는 최후통첩이 무시되자 영국과 프랑스는 독일에 선전포고를 했다. 영국의 선전포고는 자동으로 인도 제국, 왕령 식민지, 보호령을 참전시켰지만, 1931년 웨스트민스터 헌장은 자치령에 자치권을 부여했기 때문에 각 자치령은 별도로 진로를 결정했다.
오스트레일리아 총리 로버트 멘지스는 9월 3일 즉시 영국의 선언에 합류했는데, 이는 그것이 제국과 영연방의 모든 백성에게 적용된다고 믿었기 때문이다. 뉴질랜드는 9월 3일 오후 9시 30분(현지 시간)에 피터 프레이저가 내각과 협의한 후 동시에 따랐다. 비록 체임벌린의 방송이 잡음으로 인해 제대로 들리지 않았지만, (당시 총리 마이클 조지프 새비지가 중병에 걸려 있었기 때문에 프레이저가 이끄는) 내각은 해군본부가 함대에 전쟁 상태를 알릴 때까지 기다린 후 선언 시점을 오후 9시 30분으로 소급했다. 남아프리카 연방은 결정을 내리는 데 3일이 걸렸는데(9월 6일), 총리 J. B. M. 헤르초크 장군은 중립을 선호했지만, 얀 스뮈츠 장군이 이끄는 연방 의회의 친전쟁 투표에 패배하여 헤르초크를 대신했다. 캐나다 총리 윌리엄 라이언 매켄지 킹은 영국 선언 당일 영국에 대한 지지를 표명했지만, 정식 선언은 의회가 해야 한다고 밝혔고, 의회는 일주일 뒤인 9월 10일에 그렇게 했다. 아일랜드는 여전히 영연방의 회원이었지만, 1937년에 자치령으로서의 법적 관계를 단절했고 전쟁 내내 중립을 유지하기로 선택했다.

## 제국과 영연방의 기여

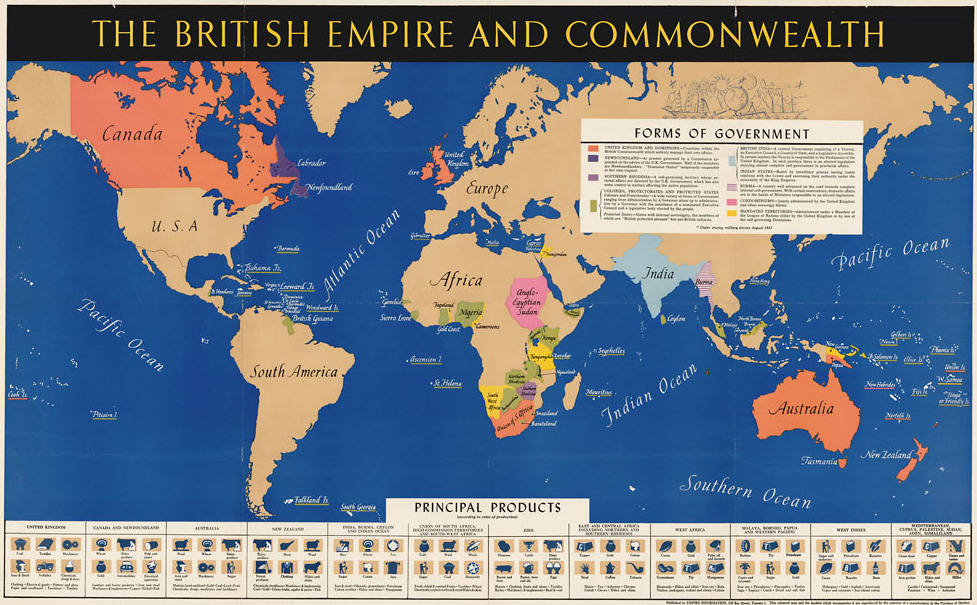
1940년경 대영 제국과 영연방의 정부 형태 및 생산

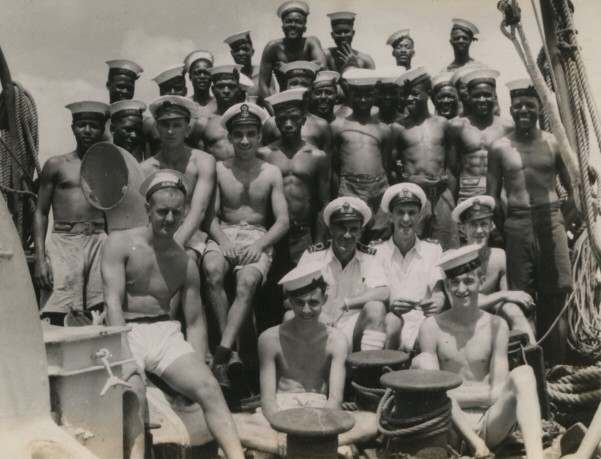
1945년 케냐 왕립 해군 자원 예비군

전쟁은 처음에는 제한적일 의도였지만, 자원은 빠르게 동원되었고 첫 총성은 거의 즉시 발사되었다. 오스트레일리아의 선전포고 불과 몇 시간 후, 퀸즈클리프 요새의 대포가 필요한 통관 절차 없이 멜버른을 떠나려던 선박의 뱃머리 너머로 발사되었다. 1939년 10월 10일, 영국에 주둔한 오스트레일리아 왕립공군 제10비행대대 소속 항공기가 튀니지로 임무를 수행하면서 처음으로 영연방 공군 부대로 참전했다. 캐나다의 첫 번째 전쟁 물자를 실은 15척의 선박으로 구성된 호송대는 캐나다가 선전포고를 한 지 6일 만에 핼리팩스를 떠났으며, HMCS 세인트로랑과 HMCS 사그네이 구축함 두 척이 동행했다. 전쟁 첫 4개월 동안 캐나다에서 추가로 26척의 호송대가 527척의 선박을 실어 날랐고, 1940년 1월 1일까지 캐나다는 전체 사단을 영국에 상륙시켰다. 1940년 6월 13일, 캐나다군은 벨기에에서 영국 원정군 (제2차 세계 대전)의 남쪽 측면을 확보하기 위해 프랑스에 배치되었다. 프랑스 함락이 임박해지자 영국은 캐나다에 북아메리카, 대서양, 카리브해의 전략적 위치에 추가 병력을 신속하게 제공해 줄 것을 요청했다. 1939년부터 이미 주둔해 있던 캐나다 구축함에 이어, 캐나다는 1940년 5월부터 영국령 카리브해 식민지 방어를 지원하기 위해 병력을 제공했으며, 전쟁 내내 여러 중대가 버뮤다, 자메이카, 바하마, 영국령 기아나에서 복무했다. 캐나다군은 또한 북미에서 독일에 가장 가까운 지점인 캐나다 동부 해안의 뉴펀들랜드 식민지 방어를 위해 파견되었다. 영국 제도로 가는 육로가 끊길 것을 우려하여 캐나다는 아이슬란드 점령을 요청받았고, 1940년 6월부터 1941년 봄까지 초기 영국 침공에 이어 아이슬란드를 점령했다.
1940년 6월 중순부터 폴란드, 덴마크, 노르웨이, 프랑스, 벨기에, 룩셈부르크, 네덜란드에 대한 독일의 급속한 침공과 점령 이후, 영연방은 1941년 6월 소련의 참전 전까지 독일과 추축국의 주요 상대였다. 이 기간 동안 오스트레일리아, 인도, 뉴질랜드, 남아프리카 연방은 지중해, 그리스, 크레타, 레바논, 이집트 방어를 위해 수십 척의 선박과 여러 사단을 제공했으며, 이곳에서 영국군은 리비아와 에티오피아의 이탈리아군에 비해 4대1로 수적으로 열세였다. 캐나다는 본토 침공 가능성에 대비하기 위해 제2캐나다보병사단, 2개 비행대대 조종사, 여러 전함을 영국에 보냈다.

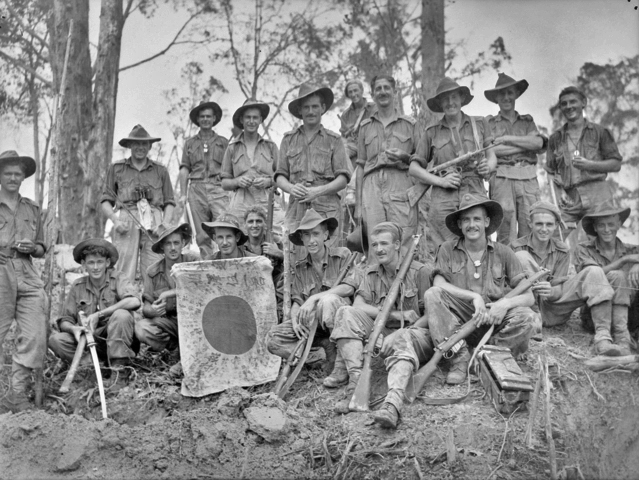
보르네오섬에서 노획한 일본 국기를 들고 있는 오스트레일리아 병사들

1941년 12월, 일본 제국은 영국령 말라야, 진주만 미군 해군 기지, 홍콩을 잇달아 공격했다.
캐나다는 10억 달러 선물과 상호 원조와 전쟁 예산법을 통해 40억 달러 이상의 원조 형태로 영국과 영연방 자치령에 상당한 재정 지원을 제공했다. 전쟁 동안 160만 명 이상의 캐나다인이 (전쟁 전 인구 1,100만 명 중) 거의 모든 전역에서 군복무를 했으며, 전쟁 말기에는 캐나다가 세계에서 세 번째로 큰 해군과 네 번째로 큰 공군을 보유하게 되었다. 전쟁이 끝날 무렵, 거의 100만 명의 오스트레일리아인이 (인구 700만 명 미만 중) 오스트레일리아 방위군에서 복무했으며, 이들의 군사 부대는 주로 유럽, 북아프리카, 남서태평양에서 싸웠다.
영연방 항공 훈련 계획(일명 "제국 항공 훈련 계획")은 오스트레일리아, 캐나다, 뉴질랜드, 영국 정부에 의해 수립되었으며, 그 결과 다음과 같은 성과를 거두었다.
- 캐나다, 남아프리카 연방, 남로디지아, 오스트레일리아, 뉴질랜드의 비행 학교에서 공동 훈련;[19]
- 영국 왕립 공군 작전 사령부의 일부로 복무할 "제15조 비행대대"로 알려진 자치령 공군 신규 비행대대 창설;
- 실제로는 영국 왕립 공군과 자치령 공군 인력을 통합하여 영국 왕립 공군과 제15조 비행대대에 배치.

### 재정
영국은 전쟁 중 가능한 모든 곳에서 돈을 빌렸고, 인도와 캐나다뿐만 아니라 다른 제국 및 중립국에서도 군수품과 보급품을 대량으로 구매했다. 캐나다 또한 선물 형태로 지원했다. 1945년 영국의 전 세계 파운드화 잔액은 34억 파운드, 즉 2016년 달러로 약 2000억 달러에 해당했다.그러나 영국은 이를 이자 없고 상환일이 정해지지 않은 장기 대출로 취급했다. 런던이 언제 자금을 사용할 수 있게 할 것인지는 문제가 되었다. 1945년까지 영국 재무부는 거의 비어 있었기 때문이다.

## 지중해 위기

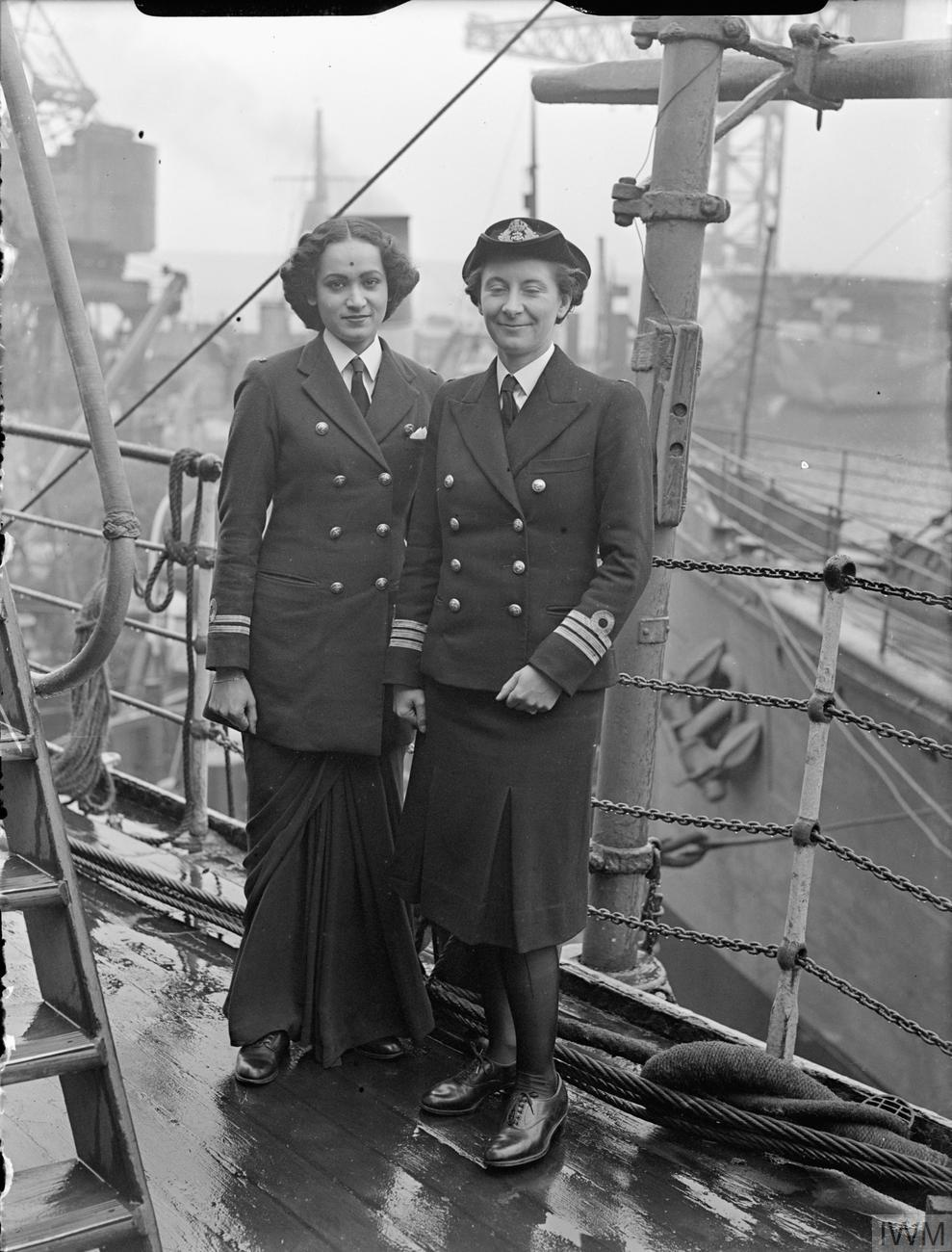
1945년 인도 왕립 해군 부녀부대의 칼야니 센 준위와 마거릿 I. 쿠퍼 주임장교

1940년 6월, 프랑스가 침공하는 독일군에게 항복하고 이탈리아가 추축국에 합류하면서 싱가포르 전략은 역전되었다. 전 달 네빌 체임벌린을 대신하여 영국 총리가 된 윈스턴 처칠(노르웨이 논쟁 참고)은 중동과 지중해가 극동보다 방어 우선순위가 더 높다고 명령했다. 오스트레일리아와 뉴질랜드는 일본이 공격할 경우 본국 방어를 위해 미국에 도움을 요청해야 한다는 전보를 받았다.
프랑스의 지원 없이는 유럽 해역에서 독일과 이탈리아 해군의 연합 함대와 극동의 일본 함대를 상대할 충분한 병력이 없을 것입니다. 예상되는 상황에서 극동에 충분한 지원군을 보낼 수 없을 것입니다. 따라서 그곳의 우리 이익을 보호하기 위해 미국에 의존해야 할 것입니다.

영연방군은 이탈리아의 참전 이후 북아프리카와 동아프리카에서 주요 역할을 수행했으며, 리비아와 소말리아 침공에 참여했지만, 처칠이 병력을 그리스와 크레타로 돌리면서 후퇴할 수밖에 없었다.

## 싱가포르 함락

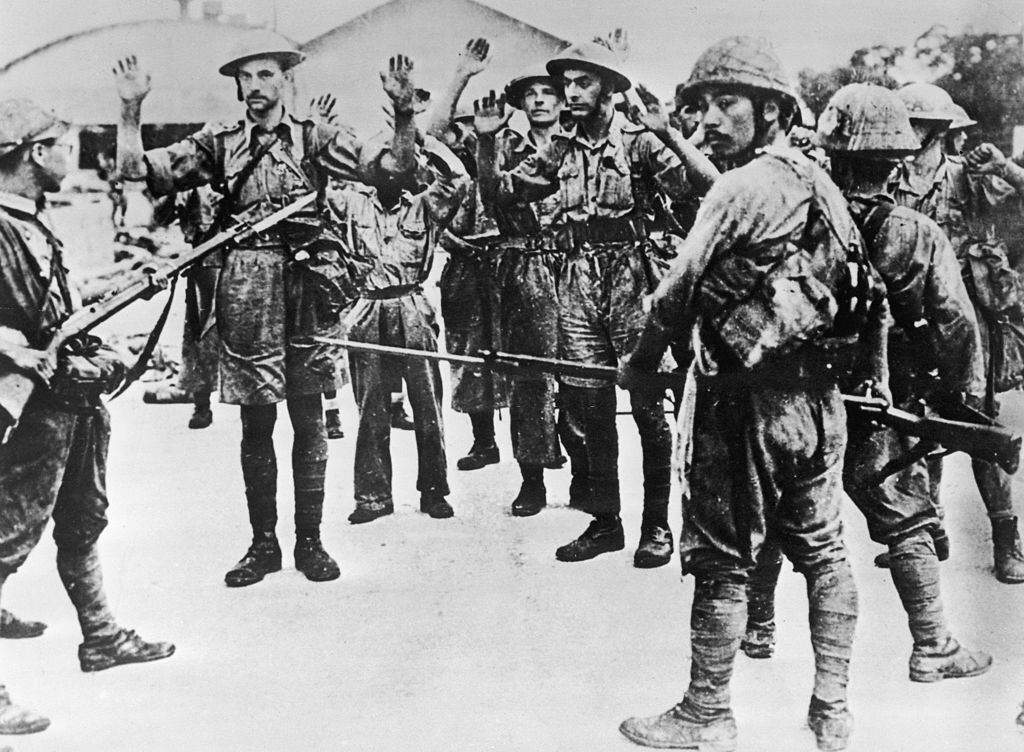
싱가포르에서 일본군에 항복하는 연합군

싱가포르 전투는 제2차 세계 대전의 동남아시아 전역에서 일본 제국이 영국령 말라야와 그 요새인 싱가포르를 침공했을 때 벌어졌다. 싱가포르는 동남아시아의 주요 영국군 기지였으며 "동양의 지브롤터"라는 별명을 가지고 있었다. 싱가포르 전투는 1942년 1월 31일부터 1942년 2월 15일까지 지속되었다. 이는 1941년 12월 두 척의 영국 주력함이 침몰한 굴욕적인 해전에 뒤이어 일어났다.
그 결과 싱가포르가 일본에 함락되었으며, 역사상 가장 큰 규모의 영국군 항복이 일어났다. 약 8만 명의 영국, 오스트레일리아, 인도군 병력이 전쟁 포로가 되었고, 말레이 전역에서 일본군에게 붙잡힌 5만 명과 합류했다. 영국의 총리 윈스턴 처칠은 일본에게 싱가포르가 불명예스럽게 함락된 것을 영국 역사상 "최악의 재앙"이자 "가장 큰 항복"이라고 불렀다.

## 아프리카

1939년 아프리카 지도. 영국(빨간색) 및 벨기에(밤색) 식민지는 연합군 편에서 싸웠다. 이탈리아(연한 녹색)는 추축국 편이었다. 프랑스 식민지(짙은 파란색)는 프랑스 함락 전까지 연합군 편에서 싸웠고, 그 후 일부는 비시 프랑스를 지지하고 일부는 자유 프랑스를 지지했다. 포르투갈(짙은 녹색) 및 스페인(노란색) 식민지는 중립을 유지했다.

아프리카는 광대한 대륙으로, 전쟁 중 전략적 중요성을 가졌다. 북아프리카는 이탈리아와 독일에 대한 주요 작전의 현장이었으며, 여기에는 튀니지 전역, 서부 사막 전역(엘 알라메인 전투와 투브루크 전투와 같은 전세 역전 전투가 발생), 그리고 대규모 미국 지원이 있었던 횃불 작전이 포함되었다. 동아프리카 또한 이탈리아에 대한 주요 작전의 현장이었으며, 소말리아, 에리트레아, 그리고 특히 1936년 이탈리아 제국에 의해 정복되었던 에티오피아의 해방을 가져왔다. 광대한 지리는 미국과 중동 및 지중해 지역을 연결하는 주요 운송 경로를 제공했다. 수에즈 위험 지역을 피해야 하는 항해에 40일을 추가했음에도 불구하고 남아프리카 주변 해상 경로는 많이 사용되었다. 러시아로의 랜드리스 물자는 종종 이 경로를 통해 왔다. 내부적으로는 장거리 도로 및 철도 연결이 영국의 전쟁 노력을 촉진했다. 남아프리카 연방은 영연방 국가의 일부였으며, 1931년부터 독립적인 자치 국가였다. 아프리카의 영국 식민지는 식민지 사무소에 의해 관리되었으며, 이 사무소는 종종 간접통치 정책을 시행했다. 프랑스 또한 아프리카에 광대한 영토를 보유하고 있었지만, 비시 프랑스와 주로 연계되어 있었기 때문에 전쟁에서 훨씬 작은 역할을 했다. 포르투갈 영토는 작은 역할을 했다. 이탈리아 영토는 성공적인 영국군 작전의 대상이 되었다. 벨기에령 콩고와 두 개의 다른 벨기에 식민지는 주요 수출국이었다. 숫자와 부의 측면에서 영국은 아프리카의 가장 부유한 지역을 통제했으며, 지리뿐만 아니라 인력과 천연자원도 광범위하게 활용했다. 민간 식민지 관료들은 아프리카 인프라를 개선하고, 농업을 진흥하며, 식민지 아프리카를 세계 경제와 통합하고, 50만 명 이상의 군인을 모집하기 위해 특별한 노력을 기울였다.Jackson 2006, 171–239쪽; Killingray, David; Rathbone, Richard, 편집. (1986). 《Africa and the Second World War》.</ref>
전쟁 전에는 영국이 아프리카 활용에 대한 계획을 거의 세우지 않았지만, 빠르게 지휘 체계를 구축했다. 육군은 20만 명의 병사를 모집한 서아프리카 사령부를 설립했다. 동아프리카 사령부는 과도하게 확장된 중동 사령부를 지원하기 위해 1941년 9월에 창설되었다. 남부 사령부는 남아프리카의 영역이었다. 왕립 해군은 시에라리온에 본부를 둔 남아프리카 대서양 사령부를 설립했으며, 이 사령부는 주요 호송대 집결지 중 하나가 되었다. 영국 왕립 공군 해안 사령부는 서아프리카에 본부를 둔 주요 잠수함 사냥 작전을 수행했고, 더 작은 영국 왕립 공군 사령부는 인도양의 잠수함 문제를 다루었다. 북아메리카와 영국에서 항공기를 수송하는 것이 서부 사막 공군의 주요 임무였다. 이 외에도 전쟁 내내 더 작고 지역화된 사령부가 설치되었다.

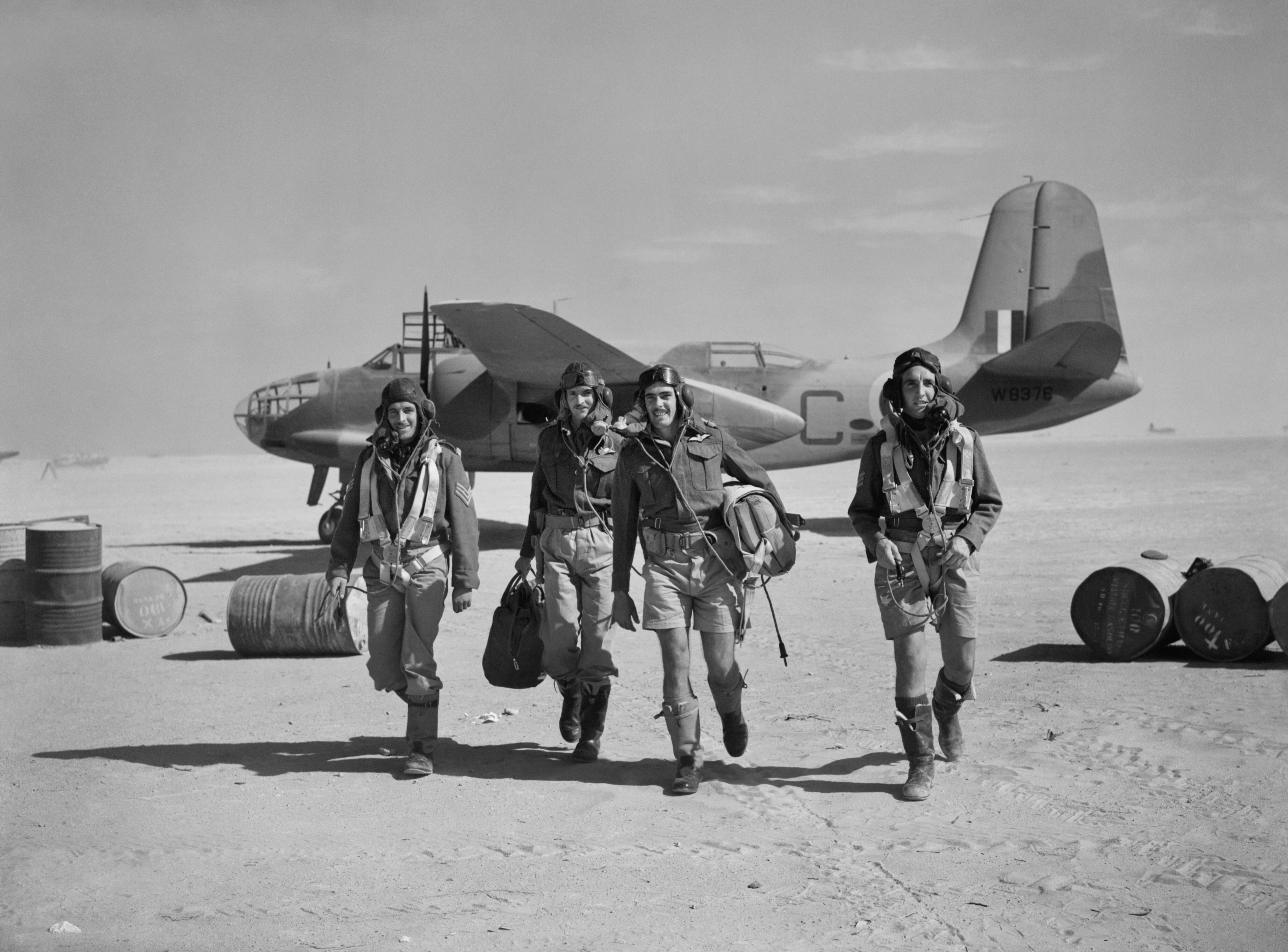
리비아의 남아프리카 공군

전쟁 전, 아프리카 전역의 영국군 병력은 매우 적었으며, 주로 아프리카 외부 인구의 2%에 불과한 백인 병사들로 구성되었다. 전쟁이 시작되자마자, 아프리카에서는 주로 육군에 의해 많은 수의 새로운 군부대가 창설되었다. 신병들은 자원자와 징집병이 혼합되어 있었고, 지역 부족 지도자들과 긴밀한 협력으로 모집되었다. 전쟁 중 군인 급여는 특히 식량, 주택, 의류 수당이 포함될 경우 아프리카 민간인이 벌 수 있는 것보다 훨씬 많았다. 가장 많은 수는 개척자 부대라고 불리는 건설 부대에 속했으며, 82,000명 이상의 아프리카인으로 구성되었다. 영국 왕립 공군과 해군 또한 전쟁 중 아프리카에서 인력을 모집했다. 동아프리카는 주로 케냐, 탕가니카, 우간다에서 가장 많은 인력인 32만 명 이상을 제공했다. 이들은 일부 전투, 많은 경비 임무, 건설 작업을 수행했다. 8만 명은 중동에서 복무했다. 식민지 아프리카에 존재했던 기존의 사회 및 인종 계층에 도전하거나 전복하지 않도록 아프리카군 장병들을 다루는 데 특별한 주의를 기울였다. 그럼에도 불구하고, 병사들은 유럽 표준에 따라 훈련받고 강력한 선전 교육을 받았으며, 1945년 이후 민족주의 및 독립 운동 형성에 필수적인 지도력 및 조직 기술을 습득했다. 대영 제국을 위해 싸운 아프리카인들 사이에서 소규모 불만 사건이 있었지만, 대다수는 충성심을 유지했다. 아프리카너 민족주의는 남아프리카가 참전하는 데 대한 반대에서 주요 역할을 했지만, 친독일 총리 J. B. M. 헤르초크는 1939년에 사임하고, 전쟁 참여에 열정적인 남아프리카인 동료인 얀 스뮈츠로 교체되었다. 스뮈츠의 지휘 아래, 남아프리카 방위군은 전쟁에서 싸우기 위해 34만 명의 자원병(이 중 19만 명은 백인으로, 남아프리카 전체 자격 있는 백인 남성의 약 3분의 1)을 모집했다.

## 인도

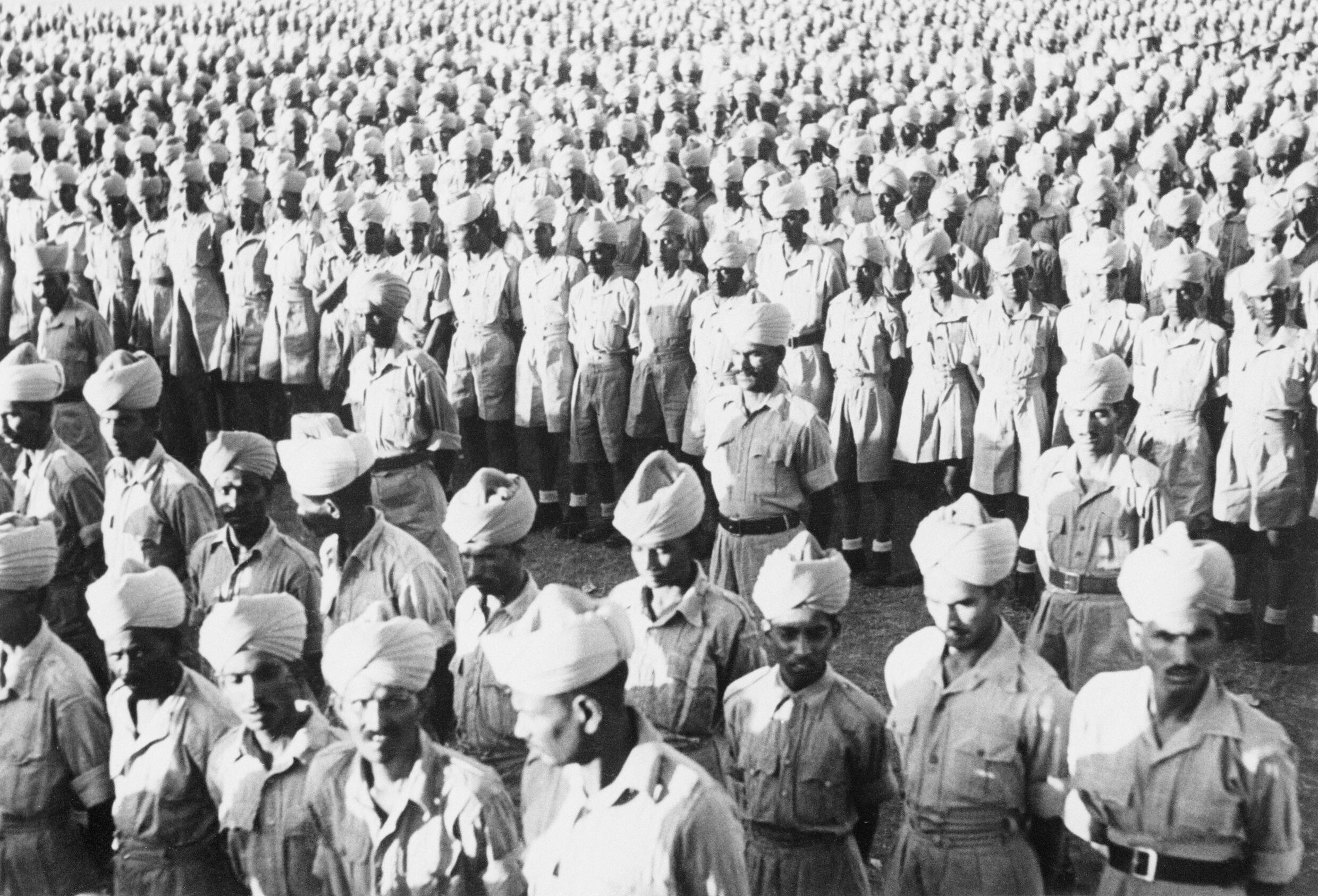
250만 명 이상의 인도인이 역사상 최대 규모의 모병제 군대에 입대했다.

린리스고 총독은 인도 정치인들과의 협의 없이 인도-독일 전쟁을 선포했다.
미국이 인도 독립을 지지하는 것에 대해 심각한 긴장이 발생했는데, 처칠은 이 제안을 맹렬히 거부했다. 수년간 루즈벨트는 영국이 인도에서 손을 떼도록 독려했다. 미국의 입장은 식민주의에 대한 원칙적인 반대에 기반을 두고 있었다. 정치적으로 활동적인 인도 인구는 깊이 분열되어 있었다. 한쪽은 영국 축출을 너무나 강력히 주장하여 독일과 일본 편을 들고, 인도 전쟁 포로들로 인도 국민군을 결성했다. 이들은 일본의 버마 및 동인도 침공의 일부로 싸웠다. 대규모 평화주의 요소도 있었는데, 간디의 비폭력 전쟁 불참 요구에 따라 집결했다. 그는 모든 형태의 폭력은 악이라고 말했다. 힌두교 다수와 이슬람교 소수 사이에는 높은 수준의 종교적 긴장이 존재했다. 처음으로 이슬람 공동체가 정치적으로 활동적이 되었고, 영국 전쟁 노력에 강력한 지지를 보냈다. 200만 명 이상의 인도인이 대규모 이슬람인 병력을 포함하여 군 복무를 자원했다. 영국은 무함마드 알리 진나가 이끄는 전인도 무슬림 연맹의 요구에 민감했는데, 인도에서 무슬림 병사가 필요했고 중동 전역에서 무슬림의 지지가 필요했기 때문이다. 런던은 인도 내 종교적 긴장을 통치 지속의 정당화로 사용하며, 1947년에 실제로 발생했던 종류의 종교적 학살을 막기 위해 필요하다고 말했다. 영국 내 제국주의 세력은 보수당에 강력하게 대표되었으며, 처칠 자신도 오랫동안 그들의 주요 대변인이었다. 반면에 애틀리와 노동당은 독립을 선호했고 인도 국민회의와 긴밀한 관계를 맺고 있었다. 영국 내각은 스태퍼드 크립스 경을 인도로 보내 전후 인도에 자치령 지위를 약속하는 특정 평화 계획을 제시했다. 국민회의는 즉시 독립을 요구했고 크립스 사절단은 실패했다. 루즈벨트는 국민회의를 지지하며 그의 대표인 루이 존슨을 보내 어떤 형태의 독립 협상을 돕도록 했다. 처칠은 격분하여 이 문제에 대해 루즈벨트와 협력하기를 거부했고, 루즈벨트가 너무 강하게 밀어붙이면 총리직을 사임하겠다고 위협했다. 루즈벨트는 물러섰다. 1942년 인도 국민회의가 비폭력 시민 불복종 운동인 인도 독립운동을 시작했을 때, 영인도 경찰은 즉시 수만 명의 운동가(간디 포함)를 체포하여 전쟁 기간 동안 구금했다. 한편, 전쟁 중 혼란으로 인해 동인도에서 심각한 식량 부족이 발생하여 200만 명 이상이 굶어 죽었다. 오늘날까지 많은 인도인들이 1943년 벵골 기근에 대해 처칠을 비난한다. 전쟁 노력 측면에서 인도는 미국이 중국으로 보내는 보급품의 주요 기지가 되었고, 랜드리스 작전은 현지 경제를 활성화시켰다. 200만 명의 인도 병사는 중동에서 영국의 성공에 주요 요인이었다. 영국 전쟁 노력에 대한 이슬람의 지지는 영국이 인도를 분할하고 파키스탄이라는 새로운 국가를 형성하기로 결정하는 데 결정적인 역할을 했다.

## 승리

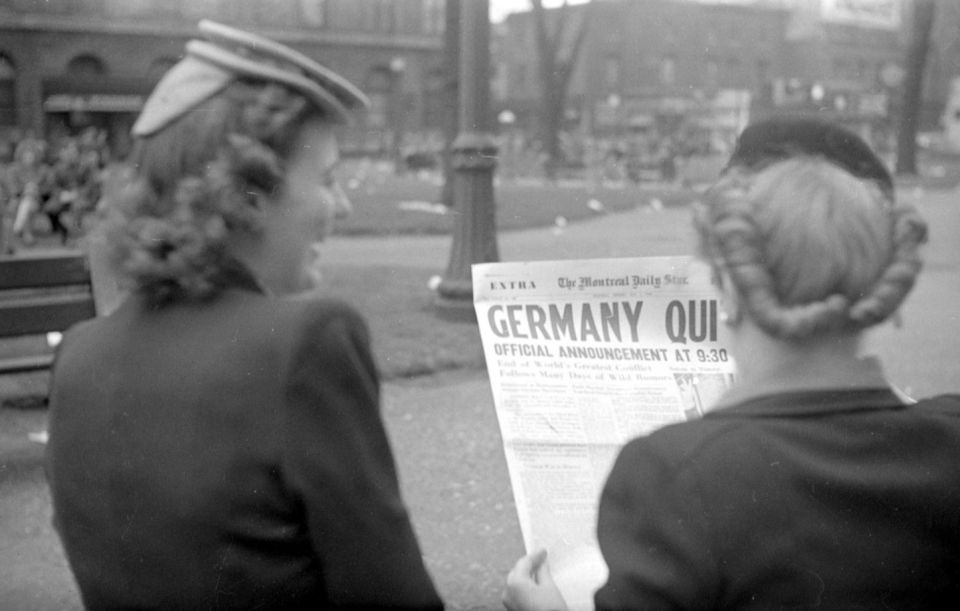
1945년 5월 7일 독일의 항복을 알리는 몬트리올 데일리 스타 1면

동부 전선에서의 소련의 승리와 노르망디 상륙은 제2차 세계 대전의 유럽 종전을 가져왔다. 연합국은 1945년 5월 8일 나치 독일 국방군과 아돌프 히틀러의 제3제국의 종말을 무조건 항복으로 공식적으로 수락했다. 채널 제도 주둔 독일군의 공식 항복은 1945년 5월 9일에 이루어졌다. 히틀러는 베를린 전투 중 4월 30일에 자살했으며, 따라서 독일의 항복은 그의 후임자인 독일 대통령 카를 되니츠가 승인했다. 군사 항복 문서는 5월 7일 프랑스 랭스에서 서명되었고, 5월 8일 독일 베를린에서 비준되었다.
미국 주도의 일본 제국에 대한 승리는 제2차 세계 대전의 아시아 종전을 가져왔다. 1945년 8월 15일 오후, 일본의 항복이 이루어졌고, 이는 사실상 제2차 세계 대전을 종식시켰다. 이 날 일본의 항복이 일본에서 처음 발표되었으며, 시차로 인해 1945년 8월 14일 미국, 서유럽, 아메리카, 태평양 제도, 오스트레일리아/뉴질랜드에서 발표되었다. 항복 문서 서명은 1945년 9월 2일에 이루어졌다.

## 여파
1945년 8월 전쟁이 끝날 무렵, 영연방군은 전쟁 중 점령한 비영연방 영토인 에리트레아, 리비아, 마다가스카르, 이란, 이라크, 레바논, 이탈리아령 소말리아, 시리아, 태국 및 독일, 오스트리아, 일본의 일부 지역에 대한 민정 및 군정을 담당했다. 이러한 군정 대부분은 적대 행위 종료 직후 구 유럽 식민 당국 또는 새로운 지역 당국에 이양되었다. 영연방군은 1955년까지 일본, 독일, 오스트리아의 점령 지역을 관리했다.
제2차 세계 대전은 영국이 더 이상 예전의 강대국이 아니었으며, 세계 무대에서 미국과 소련에 추월당했음을 확인시켜 주었다. 캐나다, 오스트레일리아, 뉴질랜드는 미국의 영향권으로 이동했다. 아시아에서 제국의 강대국 이미지는 일본의 공격으로 산산조각 났으며, 영국의 위신은 돌이킬 수 없을 정도로 손상되었다. 인도가 전쟁에 참전한 대가는 사실상 독립을 보장받는 것이었으며, 이는 전쟁 종료 2년 만에 이루어져 영국은 가장 인구가 많고 가치 있는 식민지로부터 해방되었다. 영국 식민지에서 15만 명의 아프리카인이 해외에 배치되고 백인 병력이 아프리카 자체에 주둔하면서 아프리카에서 제국에 대한 인식이 바뀌었다.

## 역사 서술
적과의 실제 교전 측면에서 역사가들은 애슐리 잭슨이 요약한 것처럼 남아시아와 동남아시아에서 많은 것을 기록했다.
테러, 대규모 이주, 부족, 인플레이션, 정전, 공습, 학살, 기근, 강제 노동, 도시화, 환경 피해, [적에 의한] 점령, 저항, 협력 – 이 모든 극적이고 종종 끔찍한 현상이 영국의 제국 신민들의 전쟁 경험을 형성했다.
제2차 세계 대전의 영국 역사가들은 돈, 인력, 식량 및 원자재 수입 측면에서 제국이 수행한 결정적인 역할을 강조하지 않았다.
 강력한 조합은 영국이 독일과 홀로 맞서지 않고, 위대하지만 쇠퇴하는 제국의 수장으로 서 있었다는 것을 의미했다. 애슐리 잭슨은 "따라서 대영 제국의 전쟁 이야기는 한편으로는 연합국의 승리에 기여한 제국의 성공 이야기이며, 다른 한편으로는 영국이 사람들을 보호하고 적을 물리치기 위해 고군분투했지만 식민지 신민들의 충성을 얻지 못한 엄청난 제국의 실패 이야기이다."라고 주장했다. 병력 기여 측면에서 인도는 250만 명, 캐나다는 100만 명 이상, 오스트레일리아는 거의 100만 명, 남아프리카는 41만 명, 뉴질랜드는 21만 5천 명을 기여했다. 또한 식민지는 주로 아프리카 내에서 복무하는 50만 명 이상의 제복을 입은 인력을 동원했다. 재정 측면에서 영국 전쟁 예산에는 제국 스털링 지역에서 빌린 27억 파운드가 포함되었고, 결국 상환되었다. 캐나다는 쉬운 조건으로 30억 캐나다 달러를 선물과 대출로 제공했다.

## 대영 제국 식민지, 자치령, 위임통치령, 보호령의 군사사
각 식민지, 자치령, 위임통치령, 보호령의 전쟁 노력에 대한 기여는 광범위하고 전 세계적이었다. 이들의 참여에 대한 더 자세한 정보는 아래에 나열된 각 식민지, 자치령, 위임통치령, 보호령의 군사사에서 찾을 수 있다.

### 아프리카
- 어센션섬
- 바수톨란드
- 베추아날란드 보호령
- 영국령 카메룬
- 감비아
- 틀:나라자료 골드 코스트 골드 코스트
- [[파일:{{{국기그림-colonial}}}|22x20px|border |케냐|링크=케냐]] 케냐
- 모리셔스
- 틀:나라자료 British Nigeria 나이지리아
- 북로디지아
- 틀:나라자료 니아살란드 니아살란드
- 세인트헬레나
- 세이셸
- 시에라리온
- 소말릴란드
- 남아프리카 연방
  -  남서아프리카
- 남로디지아
- 앵글로-이집트 수단
- 스와질란드 보호령
- 탕가니카
- 토골란드
- 우간다
- 잔지바르

### 아메리카
- 바하마
- 바베이도스
- 버뮤다
- 캐나다
- 포클랜드 제도
- 틀:나라자료 영국령 기아나 영국령 기아나
- 틀:나라자료 영국령 온두라스 영국령 온두라스
- 자메이카
  -  케이맨 제도
  -  터크스 케이커스
- 리워드 제도
- 뉴펀들랜드
- 트리니다드 토바고
- 윈드워드 제도

### 동아시아
- 홍콩

### 유럽
- 틀:나라자료 영국령 키프로스 키프로스
- 지브롤터
- 건지
- [[파일:{{{국기그림-old}}}|22x20px|border |저지섬|링크=저지섬]] 저지섬
- 아일랜드
- 맨섬
- 틀:나라자료 몰타 왕령 식민지 틀:나라자료 몰타 왕령 식민지 몰타
- 영국

### 중동
- 틀:나라자료 아덴 아덴
- 바레인 보호령
- 이집트
- 쿠웨이트 보호령
- 팔레스타인 위임통치령
- 카타르 보호령
- 트란스요르단
- 휴전 오만

### 오세아니아
- 오스트레일리아
  - 틀:나라자료 뉴기니 준주 뉴기니
  -  노퍽섬
  - 틀:나라자료 파푸아 준주 파푸아
- 피지
- 틀:나라자료 길버트 엘리스 제도 길버트 엘리스 제도
- 나우루
- 뉴헤브리디스 제도
- 뉴질랜드
  -  서사모아
- 핏케언 제도
- 틀:나라자료 영국령 솔로몬 제도 솔로몬 제도
- 통가 보호령

### 남아시아
- 실론
- 인도
- 몰디브 보호령

### 동남아시아
- 브루나이 보호령
- 버마
- 말라야
  - 틀:나라자료 해협 식민지
  - 틀:나라자료 말레이 연합주
  -  조호르주
  -  말레이 비연합주(조호르주 제외)
- 북보르네오
- 사라왁
- 틀:나라자료 영국령 싱가포르 싱가포르

## 같이 보기
- 제2차 세계 대전의 외교사
- 대영 제국 역사 서술
- 제2차 세계 대전 기간 영국의 군사사

### 국내 전선
- 제2차 세계 대전 기간 오스트레일리아 국내 전선
- 크리스마스섬 반란 및 전투
- 제2차 세계 대전 중 지브롤터 피난
- 제2차 세계 대전 기간 영국 국내 전선
- 일본의 안다만 제도 점령
- 일본의 영국령 보르네오 점령
- 일본의 나우루 점령
- 일본의 싱가포르 점령

### 주요 군사 편제 및 부대
- 제2차 세계 대전 기간 대영 제국 군단 목록
- 제2차 세계 대전 기간 대영 제국 사단 목록
- 제2차 세계 대전 기간 대영 제국 여단 목록
- 동아프리카 사령부
- 극동 사령부
- 영국령 인도 육군
- 말라야 사령부
- 중동 사령부
- 페르시아 및 이라크 사령부
- 서아프리카 사령부
- 태평양 함대
- 동양 함대
- 본국 함대
- 지중해 함대
- 예비 함대
- 폭격 사령부
- 페리 사령부
- 전투 사령부
- 영국 왕립 공군 비행대대
- 영연방 항공 훈련 계획
- 영연방 점령군

## 내용주
1. ↑  아일랜드는 기술적으로는 자치령이었지만 대부분 독립 공화국으로 운영되었고 전쟁 중 중립을 유지했다. 뉴펀들랜드 자치령은 여전히 "자치령"으로 불렸지만 자치 기능을 중단하고 식민지로 통치되었다.
2. 1 2  제1차 세계 대전 중에 대중화된 "영연방 국가"라는 용어는 1926년 밸푸어 선언 (1926년) 이후 공식화되었다. 1931년에 통과된 웨스트민스터 헌장은 오스트레일리아, 캐나다, 아일랜드 자유국, 뉴펀들랜드, 뉴질랜드, 남아프리카 연방의 독립에 법적 지위를 부여했다.[1] 1931년 웨스트민스터 헌장이 통과된 후 자치령은 "원하는 만큼 독립적"이었다.[2]
3. ↑  See "Pounds Sterling to Dollars: Historical Conversion of Currency"

### 참고 문헌
- Bosworth, Richard; Maiolo, Joseph, 편집. (2015). 《The Cambridge History of the Second World War》. 2: Politics and Ideology. Cambridge University Press. ISBN 978-1-3162-9856-5.
- Brown, Judith (1998). 《The Twentieth Century, The Oxford History of the British Empire Volume IV》. Oxford University Press. ISBN 0-1992-4679-3.
- Byers, A. R., 편집. (1986). 《The Canadians at War 1939–45》 2판. Westmount, QC: The Reader's Digest Association. ISBN 978-0-8885-0145-5. OL 11266235M.
- Edgerton, David (2011). 《Britain's War Machine: Weapons, Resources, and Experts in the Second World War》. Oxford University Press.
- Hague, Arnold (2000). 《The allied convoy system 1939–1945 : its organization, defence and operation.》. St.Catharines, Ontario: Vanwel. ISBN 978-1-5575-0019-9. OL 12084150M.
- Jackson, Ashley (2006). 《The British Empire and the Second World War》 (PDF). London: Hambledon Continuum. ISBN 978-1-8528-5417-1.
- Khan, Yasmin (2015). 《The Raj at War: A People's History of India's Second World War (India at War: The Subcontinent and the Second World War)》. Vintage. ISBN 978-0-0995-4227-8. OL 28443197M.
- Leacock, Stephen (1941). 《Our British empire; its structure, its history, its strength》. OL 24216040M.
- Louis, Wm. Roger (2006). 《Ends of British Imperialism: The Scramble for Empire, Suez and Decolonization》. I. B. Tauris. ISBN 1-8451-1347-0. OL 8958002M.
- McIntyre, W. Donald (1977). 《The Commonwealth of Nations》. University of Minnesota Press. ISBN 0-8166-0792-3. OL 21263204M.
- McKernan, Michael (1983). 《All in! Australia during the Second World War》. Nelson. ISBN 978-0-1700-5946-6. OL 7381398M.
- Stacey, C. P. (1970). 《Arms, Men and Governments: The War Policies of Canada, 1939–1945》 (PDF). Ottawa: Queen's Printer.
- Stephens, Alan (2006). 《The Royal Australian Air Force, A History》. Oxford University Press. ISBN 9780195555417. OL 28314135M.

## 더 읽어보기
- Allport, Alan. Britain at Bay: The Epic Story of the Second World War, 1938–1941 (2020)
- Bousquet, Ben and Colin Douglas. West Indian Women at War: British Racism in World War II (1991) online 보관됨 2020-03-22 - 웨이백 머신
- Bryce, Robert Broughton (2005). 《Canada and the cost of World War II》. McGill-Queen's University Press. ISBN 978-0-7735-2938-0.
- Butler, J.R.M. et al. Grand Strategy (6 vol 1956–60), official overview of the British war effort; Volume 1: Rearmament Policy; Volume 2: September 1939 – June 1941; Volume 3, Part 1: June 1941 – August 1942; Volume 3, Part 2: June 1941 – August 1942; Volume 4: September 1942 – August 1943; Volume 5: August 1943 – September 1944; Volume 6: October 1944 – August 1945
- Chartrand, René; Ronald Volstad (2001). 《Canadian Forces in World War II》. Osprey Publishing. ISBN 1-8417-6302-0.
- Chin, Rachel. War of Words: Britain, France and Discourses of Empire During the Second World War (Cambridge University Press, 2022) online.
- Churchill, Winston. The Second World War (6 vol 1947–51), classic personal history with many documents
- Clarke, Peter. The Last Thousand Days of the British Empire: Churchill, Roosevelt, and the Birth of the Pax Americana (Bloomsbury, 2010) online.
- Clayton, Anthony. The British Empire as a Superpower (Springer, 1986) online.
- Coates, Oliver. "New Perspectives on West Africa and World War Two: Introduction." Journal of African Military History 4.1-2 (2020): 5-39. Focus on Nigeria and Gold Coast (Ghana). online
- Copp, J. T; Richard Nielsen (1995). 《No price too high: Canadians and the Second World War》. McGraw-Hill Ryerson. ISBN 0-0755-2713-8.
- Eccles, Karen E, and Debbie McCollin, edfs. World War II and the Caribbean (2017).
- Hajkowski, Thomas. "The BBC, the empire, and the Second World War, 1939-1945." Historical Journal of Film, Radio and Television 22.2 (2002): 135-155. https://doi.org/10.1080/01439680220133765
- Harrison, Mark Medicine and Victory: British Military Medicine in the Second World War (2004). ISBN 0-1992-6859-2
- Hastings, Max. Winston's War: Churchill, 1940–1945 (2010)
- Kennedy, Dane. Britain and Empire, 1880-1945 (Routledge, 2014).
- Morton, Desmond (1999). 《A military history of Canada》 4판. Toronto: McClelland and Stewart. ISBN 0-7710-6514-0.
- Mulvey, Paul. 《The British Empire in World War II》. Academic.edu.
- Owino, Meshack. "Kenya and the Second World War: A review of the historiographical landscape." History Compass 19.3 (2021): e12649.
- Raghavan, Srinath. India's War: World War II and the Making of Modern South Asia (2016)
- Stewart, Andrew (2008). 《Empire Lost: Britain, the Dominions and the Second World War》. London: Continuum. ISBN 978-1-8472-5244-9.
- Toye, Richard. Churchill's Empire (Pan, 2010).
- Walton, Calder. Empire of secrets: British intelligence, the Cold War, and the twilight of empire (Abrams, 2014).

### 영국 육군
- Allport, Alan. Browned Off and Bloody-Minded: The British Soldier Goes to War, 1939–1945 (Yale UP, 2015)
- Buckley, John. British Armour in the Normandy Campaign 1944 (2004)
- D'Este, Carlo. Decision in Normandy: The Unwritten Story of Montgomery and the Allied Campaign (1983). ISBN 0-0021-7056-6.
- Ellis, L.F. The War in France and Flanders, 1939–1940 (Her Majesty's Stationery Office, 1953) online
- Ellis, L.F. Victory in the West, Volume 1: Battle of Normandy (Her Majesty's Stationery Office, 1962)
- Ellis, L.F. Victory in the West, Volume 2: Defeat of Germany (Her Majesty's Stationery Office, 1968)
- Fraser, David. And We Shall Shock Them: The British Army in World War II (1988). ISBN 978-0-3404-2637-1
- Hamilton, Nigel. Monty: The Making of a General: 1887–1942  (1981);  Master of the Battlefield: Monty's War Years 1942–1944 (1984); Monty: The Field-Marshal 1944–1976  (1986).
- Thompson, Julian. The Imperial War Museum Book of the War in Burma 1942–1945 (2004)

### 영국 해군
- Barnett, Corelli. Engage the Enemy More Closely: The Royal Navy in the Second World War (1991)
- Marder, Arthur. Old Friends, New Enemies: The Royal Navy and the Imperial Japanese Navy, vol. 2: The Pacific War, 1942–1945 with Mark Jacobsen and John Horsfield (1990)
- Roskill, S. W. The White Ensign: British Navy at War, 1939–1945 (1960). summary
- Roskill, S. W. War at Sea 1939–1945, Volume 1: The Defensive London: Her Majesty's Stationery Office, 1954; War at Sea 1939–1945, Volume 2: The Period of Balance, 1956; War at Sea 1939–1945, Volume 3: The Offensive, Part 1, 1960; War at Sea 1939–1945, Volume 3: The Offensive, Part 2, 1961. online vol 1; online vol 2

### 영국 왕립 공군
- Bungay, Stephen. The Most Dangerous Enemy: The Definitive History of the Battle of Britain (2nd ed. 2010)
- Collier, Basil. Defence of the United Kingdom (Her Majesty's Stationery Office, 1957) online
- Fisher, David E, A Summer Bright and Terrible: Winston Churchill, Lord Dowding, Radar, and the Impossible Triumph of the Battle of Britain (2005) excerpt online
- Hastings, Max. Bomber Command (1979)
- Hansen, Randall. Fire and Fury: The Allied Bombing of Germany, 1942–1945 (2009)
- Hough, Richard and Denis Richards. The Battle of Britain (1989) 480 pp
- Messenger, Charles, "Bomber" Harris and the Strategic Bombing Offensive, 1939–1945 (1984), defends Harris
- Overy, Richard. The Battle of Britain: The Myth and the Reality (2001) 192 pages excerpt and text search
- Richards, Dennis, et al. Royal Air Force, 1939–1945: The Fight at Odds – Vol. 1 (Her Majesty's Stationery Office 1953), official history; vol 3 online edition
- Shores, Christopher F. Air War for Burma: The Allied Air Forces Fight Back in South-East Asia 1942–1945 (2005)
- Terraine, John. A Time for Courage: The Royal Air Force in the European War, 1939–1945 (1985)
- Verrier, Anthony. The Bomber Offensive (1969), British
- Walker, David. "Supreme air command-the development of royal air force command practice in the second world war." (PhD dissertation, . University of Birmingham, 2018.)  online
- Webster, Charles and Noble Frankland, The Strategic Air Offensive Against Germany, 1939–1945 (Her Majesty's Stationery Office, 1961), 4 vol. Important official British history
- Wood, Derek, and Derek D. Dempster. The Narrow Margin: The Battle of Britain and the Rise of Air Power 1930–40 (1975)

### 국내 전선
- Mosby, Ian. Food Will Win the War: The Politics, Culture, and Science of Food on Canada's Home Front (2014)
- Ollerenshaw, Philip. Northern Ireland in the Second World War: Politics, economic mobilisation and society, 1939–45 (2016). online

### 역사 서술 및 기억
- Finney, Patrick, ed. Remembering the Second World War (2017) online
- Henderson, Joan C. "Remembering the Second World War in Singapore: Wartime heritage as a visitor attraction." Journal of Heritage Tourism 2.1 (2007): 36–52.
- Joshi, Vandana. "Memory and Memorialisation, Interment and Exhumation, Propaganda and Politics during WWII through the lens of International Tracing Service (ITS) Collections." MIDA Archival Reflexicon (2019): 1-12.
- Summerfield, Penny. Reconstructing women's wartime lives: discourse and subjectivity in oral histories of the Second World War (1998).